# ريتشارد جونز (لاعب كريكت نيوزلندي)
ريتشارد جونز (22 أكتوبر 1973 بأوكلاند في نيوزيلندا - ) (بالإنجليزية: Richard Jones)‏ هو لاعب كريكت نيوزلندي. شارك مع منتخب نيوزيلندا الوطني للكريكت.

## وصلات خارجية
- ريتشارد جونز على موقع إي آس بي آن كريك إنفو (الإنجليزية)